# Estampida de Antananarivo
La estampida de Antananarivo ocurrió el 26 de junio de 2019 en dicha ciudad, la capital de Madagascar, durante la celebración del 59.º aniversario de la independencia del país. Al menos 16 personas fallecieron y otras 82 resultaron heridas.

## Estampida
La estampida ocurrió mientras miles de personas abandonaban el estadio municipal de Mahamasina luego de asistir a un desfile militar durante la celebración del 59.º aniversario de la independencia del país. Entre los fallecidos se encuentran siete jóvenes y un niño de cinco años, de acuerdo con la morgue del Hospital Joseph Ravoahangy Andrianavalona (HJRA), encargado de las autopsias. Otras 82 personas resultaron heridas, de las cuales la mayoría fue ingresada a cuidados intensivos, El presidente Andry Rajoelina visitó a los heridos ingresados en el hospital y prometió encargarse de los gastos de hospitalización.